# Praça de D. João I

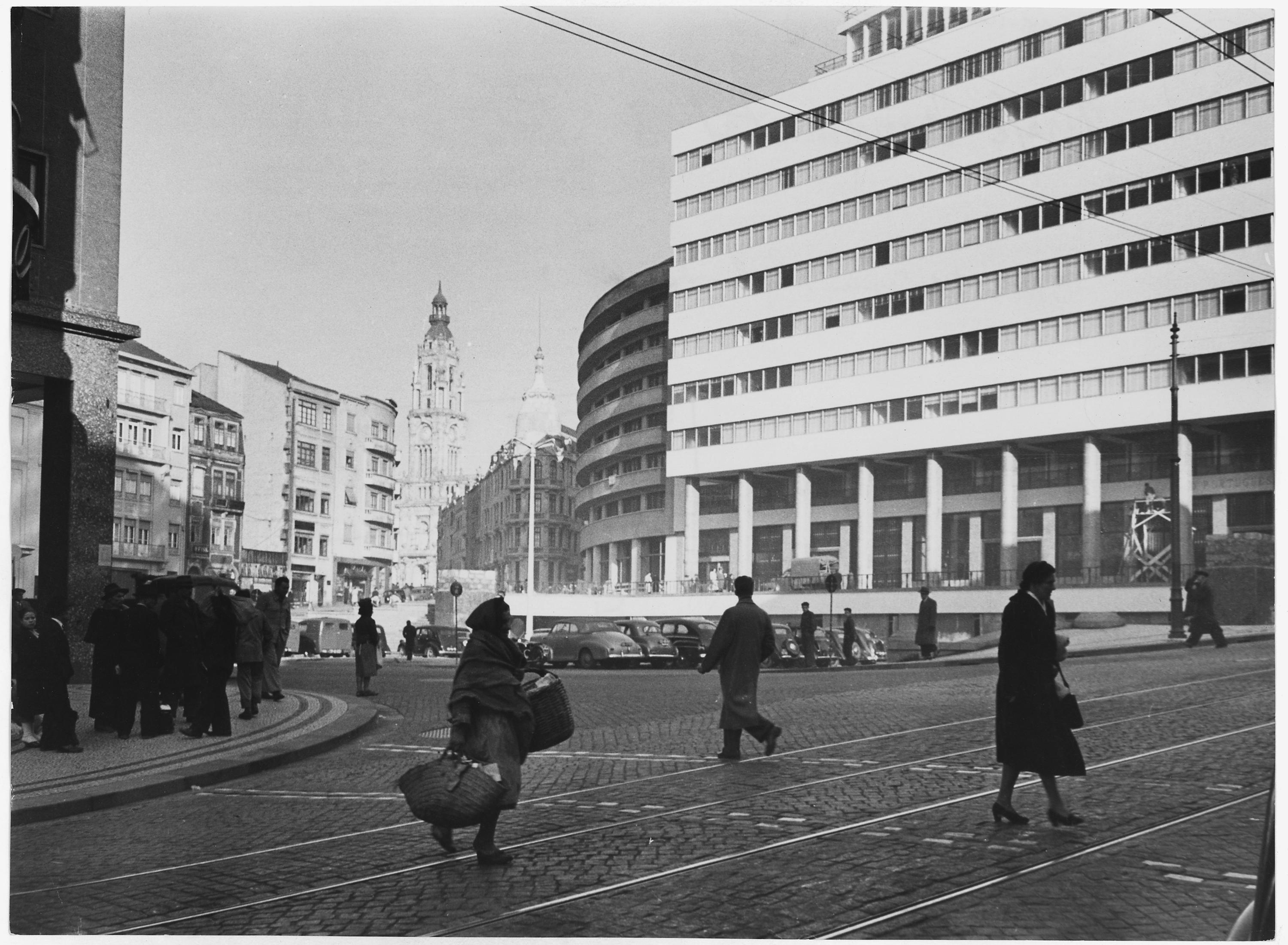
A praça no início da década de 1950.

A Praça de D. João I está localizada na freguesia de Santo Ildefonso, no centro da cidade do Porto, em Portugal.

## Origem do nome
O nome da praça homenageia João I de Portugal (1358-1433), décimo rei de Portugal e o primeiro da dinastia de Avis, que casou com Filipa de Lencastre na cidade do Porto, em 1387.

## Pontos de interesse
- "Corcéis", duas estátuas do escultor João Fragoso.
- Teatro Rivoli, inaugurado em 1913, com friso de Henrique Moreira.
- Palácio Atlântico, inaugurado em 1950, e atual sede do Banco Comercial Português.
- Edifício Rialto, do arquiteto Rogério de Azevedo, inaugurado em 1948 e, na época, conhecido por "arranha-céus", por ser o mais elevado da cidade.[2]

## Acessos
- Estação Aliados (200 m para O)
- Linhas: 22 (elétrico), 200, 207, 300, 301, 302, 305, 904 e 905 dos STCP.